# Zygmunt Pikulski
Zygmunt Pikulski (ur. 23 marca 1928 w Częstochowie, zm. 28 grudnia 2007) – dziennikarz i pisarz. Autor kryminałów (pod pseudonimem Robert Lande), literatury science fiction i popularnonaukowej. Ukończył filologię polską na Uniwersytecie Warszawskim.

## Publikacje
Publikacje książkowe:
- Nie ma mądrych (1969)
- Na progu XXI wieku  (1978)
- Niebo nad głową  (1980)
- Przez szkiełko futurologii (1984)
- Pojedynek z upiorem (1985)
- Obietnice parapsychologii (Wydawnictwo Lubelskie, 1986)